# Neológ zsinagóga (Brassó)
A brassói Bét Izrael zsinagóga (héberül: בית ישראל), a köznyelvben neológ zsinagóga, a belvárosi Árvaház utca 29. szám alatt, az utcafront mögött, házaktól körülvett telken áll. Jelenleg is rituális szerepet tölt be, az épületegyüttesben hitközségi székhely és kóser étterem is működik. A romániai műemlékek jegyzékében a BV-II-m-A-11515 sorszámon szerepel.

## Története
Zsidók már a 15. században is éltek Brassóban, de hivatalosan csak 1807-ben kaptak letelepedési engedélyt. Kezdetben a Kórház utcai kápolnát használták vallási épületként, melyből a szász evangélikusok egy tűzvész után kiköltöztek. 1826-ban megalakult a kezdetben négy családot számláló brassói zsidó hitközség, az imaházat pedig átköltöztették a Lakatos-zwinger területére (a mai néprajzi múzeum helyén), ahol iskolát is alapítottak. Brassó volt az első szász város, amelyben zsidó kereskedők is szerephez jutottak; ők írták azt a beadványt is, amelynek alapján a későbbiekben engedélyezték zsidók betelepülését más erdélyi városokba. 1856-tól imaházuk az Asztalos-zwingerben volt, a későbbi református templom helyén, ahol ma az Aro Palace szálló áll.
1868 után a hitközség neológ irányzatúvá vált, majd 1877-ben kettészakadt újító neológ (Aronshon Löbl vezetésével) és nacionalista ortodox (Adler Bernhard vezetésével) irányzatra. Mindkét közösség saját imaházat emelt. A neológ zsinagóga 1899–1901 között, az Árvaház utca 29. szám alatt épült, Baumhorn Lipót tervei alapján. Építése 1,2 millió koronába került, többe, mint a pazar külsejű szegedi zsinagóga. 1901. augusztus 20-án avatta fel Dr. Rosenbaum (1904-től Pap) Lajos rabbi; az ünnepség során a fellángolt vérvád miatt több századnyi katonaság vigyázott a rendre.
A 20. század első négy évtizedében a város zsidó közösségének a száma több, mint négyszeresére, 3494 főre szaporodott. 1912-ben ITO-szervezetet (territoriális társaság) hoztak létre, mely Argentínában képzelte el a zsidóság jövőjét. 1921-ben Ivria néven zsidó sportegyesületet, majd nemsokára Hakoach néven egy másikat is alapítottak. Temetőjük a Crișan utcában van.
1940 novemberében a vasgárdisták megrongálták a zsinagógát, összetörték a vitrálokat, a bútorzatot, és az orgonát. 1944-ig az épületet tornateremként használták, majd a második világháború után kijavították. 1949-ben ismét egyesült a neológ és az ortodox irányzat. Izrael megalakulása után a zsidók többsége kivándorolt, számuk a városban nagyon lecsökkent.
2001-ben, megnyitásának százéves évfordulóján, a zsinagógát felújították. Mivel a mai hitközség ortodoxabb, mint az egykori, a bimát áthelyezték a főhajó közepére, a padok elmozgatásával és visszavágásával. 2014 augusztusában az udvaron emlékművet avattak fel a holokauszt erdélyi áldozatainak emlékére. 2014 októberében a zsinagógát átnevezték Bét Izrael (Izrael háza) névre. A hitközség jelenleg körülbelül 230 tagot számlál.

## Leírása
A 657 négyzetméter területű zsinagóga háromhajós, neogótikus stílusú, mór elemekkel. Festett ólomüveg ablakai 32 izraeli település címerét jelenítik meg. A homlokzat vitrálja a Napot, a tető széle a Tízparancsolat kőtábláját ábrázolja. Az előcsarnok emléktáblái a zsidó hitközség elnökeinek és a világháborúban meghalt brassói zsidóknak neveit sorolja fel. A főhajót oszlopsorok választják el a mellékhajóktól, ezek az oszlopok erkélyeket tartanak, ahol a nők ülhetnek. A zsinagóga hétfőtől péntekig, belépési díj ellenében látogatható.
Az épületegyüttesben, az Árvaház utca 27. szám alatt van a hitközség székhelye, egy kóser étterem, egy orvosi rendelő és egy segélyszervezet.

## Képtár

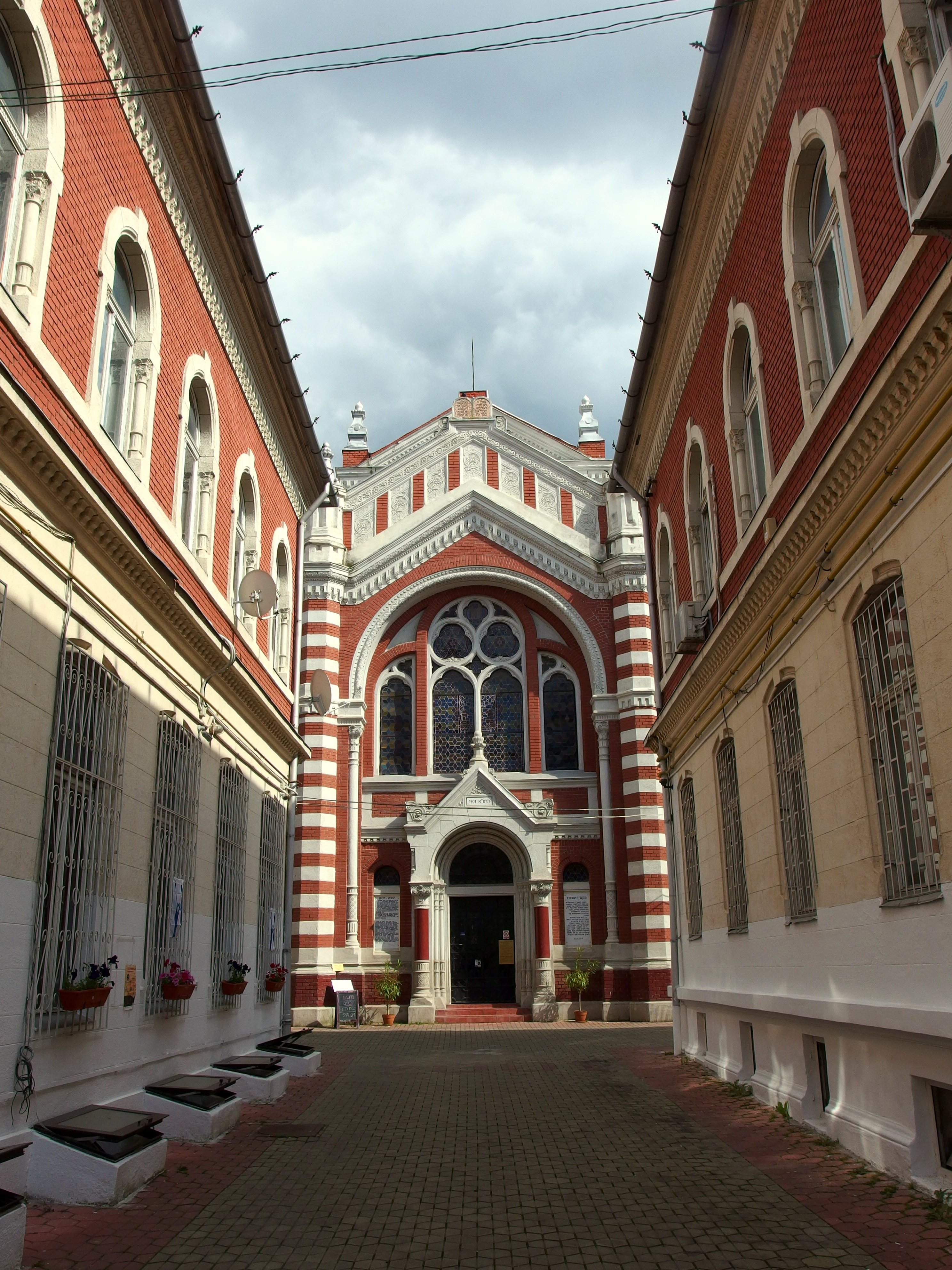
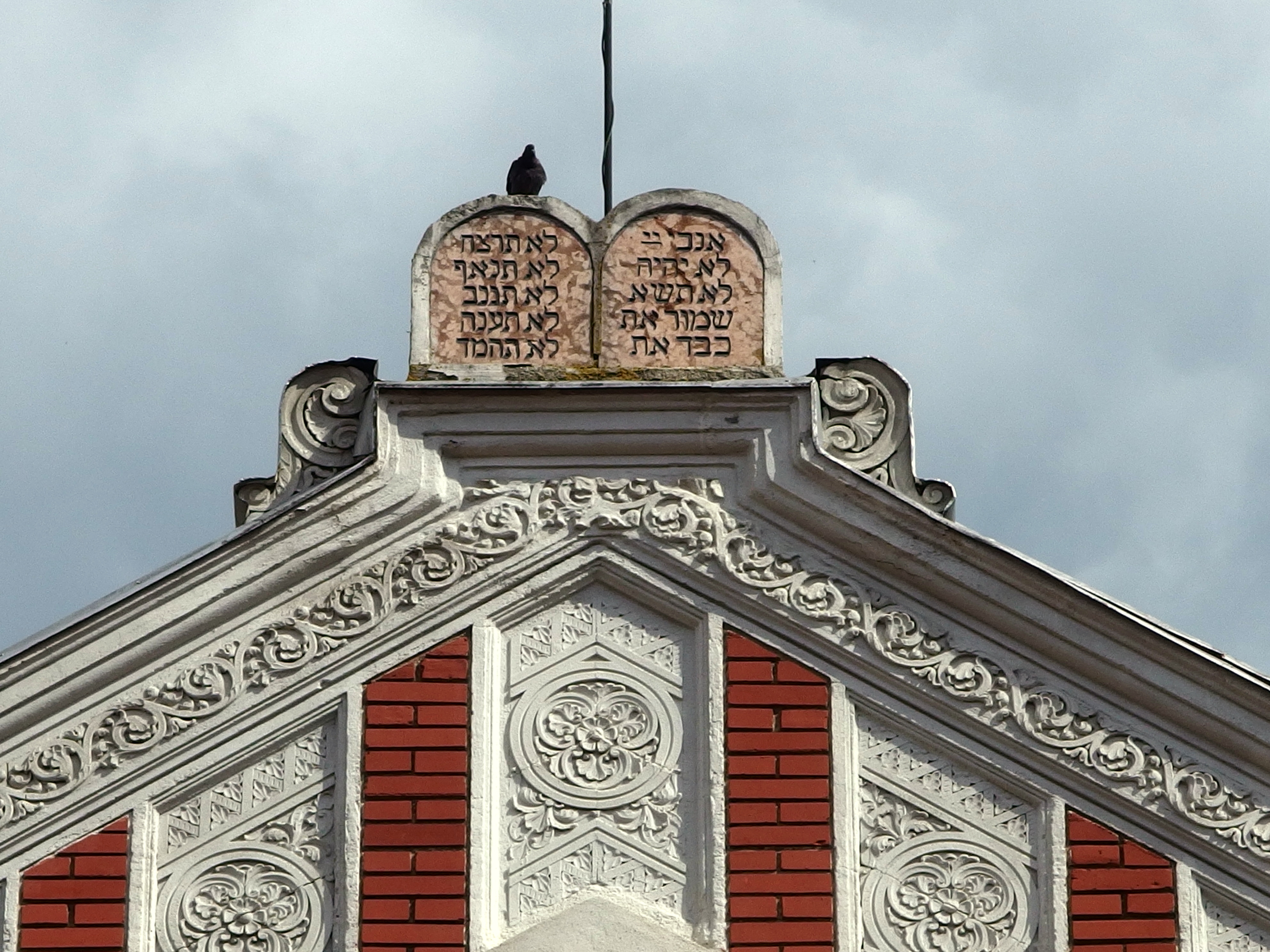
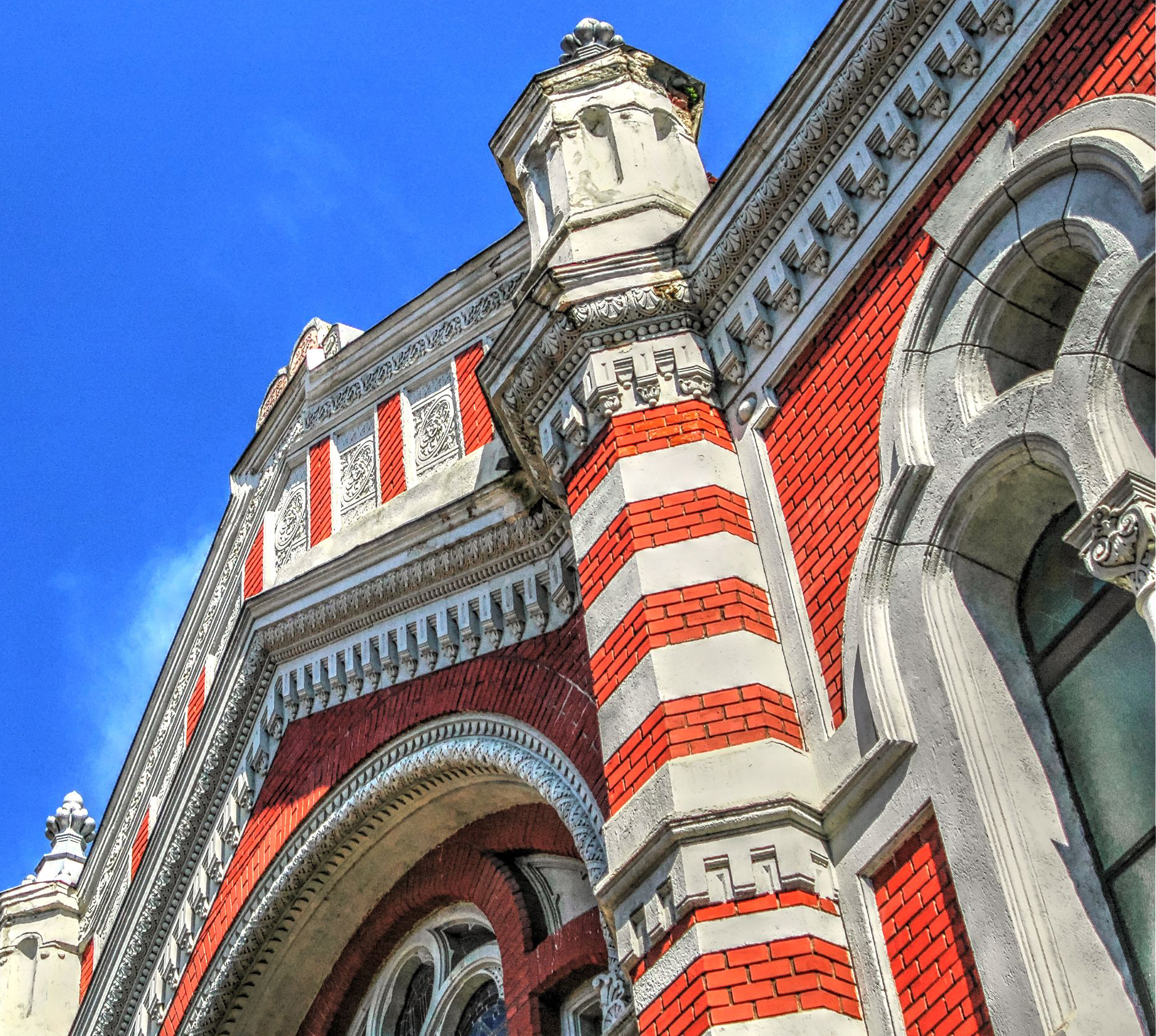
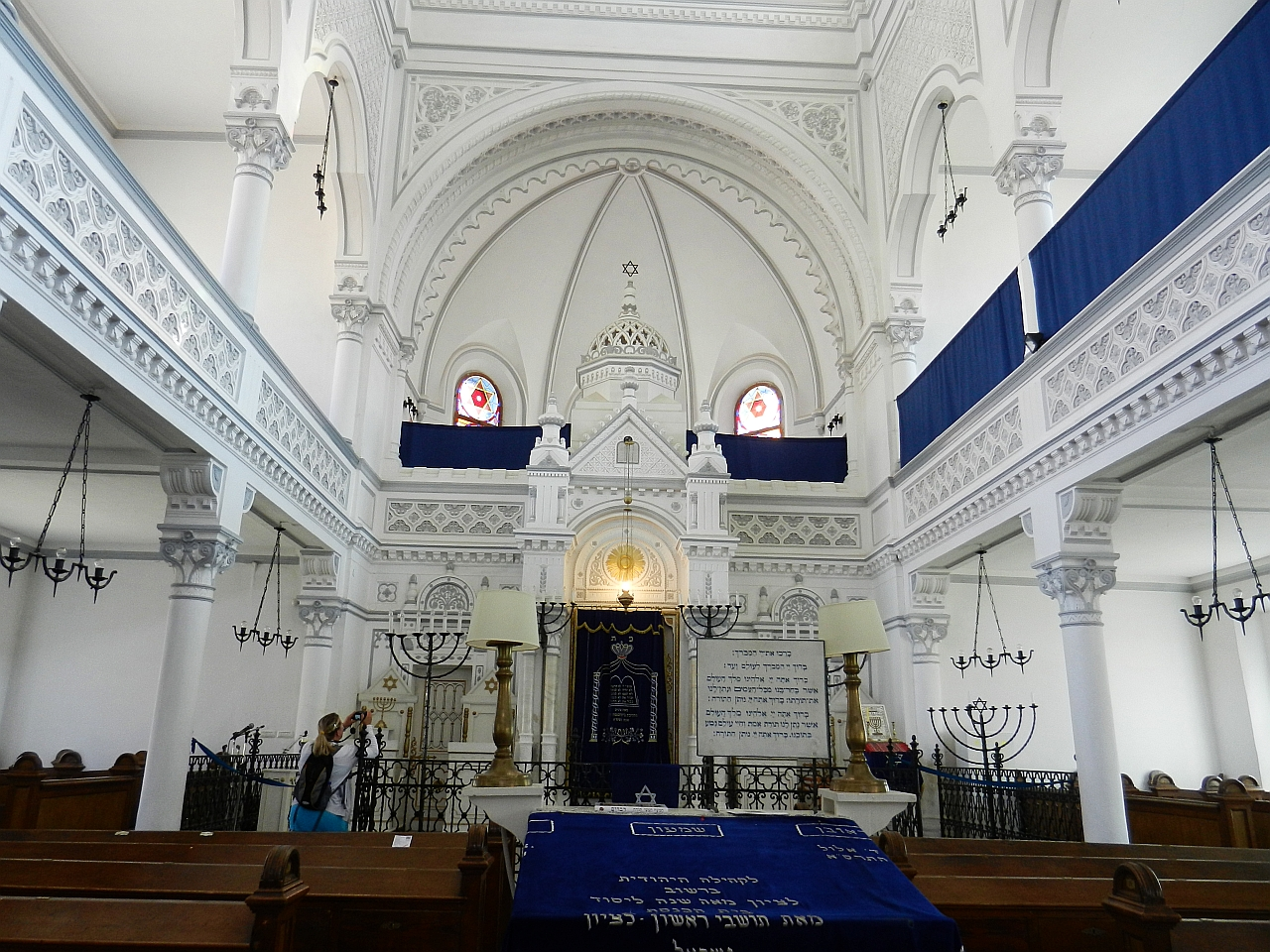

## Kapcsolódó lapok
- Ortodox zsinagóga (Brassó)